# Cecilia Roth
Cecilia Roth, pseudonimo di Cecilia Edith Rotenberg Gutkin (Buenos Aires, 8 agosto 1956), è un'attrice argentina.

## Biografia
Cecilia Roth nasce a Buenos Aires in una famiglia ebraica ashkenazita, primogenita dei due figli di Abraham Rotenberg, un giornalista, editore e scrittore ucraino, emigrato in Argentina nel corso degli anni trenta, e di Dina Rot (pseudonimo di Dina Gutkin Saposnik de Rotenberg), una cantante, pianista e musicologa argentina originaria di Mendoza, ma cresciuta a Santiago del Cile. Nel 1976, a seguito dell'instaurazione della dittatura militare del generale Jorge Rafael Videla, la Roth fu costretta a riparare in Spagna con la famiglia, dalle idee politiche progressiste e ferma oppositrice della giunta militare, dove diverso tempo dopo poté intraprendere la carriera nel mondo del cinema, dapprima come costumista ed in seguito come attrice.
Dopo svariati ruoli di sfondo, il regista Pedro Almodóvar la chiama per la parte della ninfomane Sexilia nel grottesco e surreale Labirinto di passioni (1982). Tornata in Argentina, pur lavorando a lungo come presentatrice televisiva, si fa notare nel ruolo di un'ex militante peronista che diventata madre orienta tutte le sue energie nello sviluppo di una cooperativa agricola nella commedia agrodolce Un posto nel mondo (1992) di Adolfo Aristarain. Il grande successo arriva però ancora una volta con un film di Pedro Almodóvar, lo struggente Tutto su mia madre (1999), dove ricopre il ruolo di una madre alla ricerca del padre del figlio perduto, una delle sue migliori interpretazioni. In seguito è una pornodiva nella commedia Una notte con Sabrina Love (2001) di Alejandro Agresti e la madre del piccolo protagonista di Kamchatka (2003) di M. Piñeyro.

## Vita privata
Ha adottato un figlio col secondo e attuale marito, il cantante Fito Páez.

## Filmografia parziale
- Arrebato, regia di Iván Zulueta (1980)
- Pepi, Luci, Bom e le altre ragazze del mucchio (Pepi, Luci, Bom y otras chicas del montón), regia di Pedro Almodóvar (1980)
- Labirinto di passioni (Laberinto de pasiones), regia di Pedro Almodóvar (1982)
- L'indiscreto fascino del peccato (Entre tinieblas), regia di Pedro Almodóvar (1983)
- Un posto nel mondo (Un lugar en el mundo), regia di Adolfo Aristarain (1992)
- Cenizas del paraíso, regia di Marcelo Piñeyro (1997)
- Martín (Hache), regia di Adolfo Aristarain (1997)
- Tutto su mia madre (Todo sobre mi madre), regia di Pedro Almodóvar (1999)
- Seconda pelle (Segunda piel), regia di Gerardo Vera, (1999)
- Vidas privadas, regia di Fito Páez (2001)
- Kamchatka, regia di Marcelo Piñeyro (2003)
- Luisa Sanfelice, regia di Paolo e Vittorio Taviani – miniserie TV (2004) – Maria Carolina d'Asburgo-Lorena
- El nido vacío, regia di Daniel Burman (2008)
- Lo que el tiempo nos dejó – serie TV, 1 episodio (2010)
- Gli amanti passeggeri (Los amantes pasajeros), regia di Pedro Almodóvar (2013)
- Viudas e hijos del rock and roll (2014-2015)
- L'angelo del crimine (El ángel), regia di Luis Ortega (2018)
- Dolor y gloria, regia di Pedro Almodóvar (2019)
- Il molo rosso (El embarcadero) - serie TV (2019-2020)

## Doppiatrici italiane
Nelle versioni in italiano delle opere in cui ha recitato, Cecilia Roth è stata doppiata da:
- Anna Cesareni in Tutto su mia madre, Luisa Sanfelice, Gli amanti passeggeri, Il molo rosso
- Daniela Abbruzzese in L'angelo del crimine
- Isabella Pasanisi in Goyo